# Драгун, Станислав Эдуардович
Станисла́в Эдуа́рдович Драгу́н (бел. Станіслаў Эдуардавіч Драгун; род. 4 июня 1988[…], Минск) — белорусский футболист, выступавший на позиции полузащитника. Выступал в сборной Беларуси. Мастер спорта международного класса. Один из лучших игроков в истории БАТЭ. Спортивный директор минского «Динамо».

## Карьера

### Клубная
Воспитанник ДЮСШ «Трудовые резервы» (Минск). Первый тренер — Николай Н. Мирончик.
Летом 2008 года перешёл в минское «Динамо», где, как и в своих предыдущих командах — минском «Локомотиве» и «Гомеле», стал играть в основе. 30 декабря 2010 года продлил контракт с клубом ещё на 3 года. Трижды включался БФФ в список 22 лучших футболистов чемпионата Беларуси 2010, 2011, 2012. Стал автором 1000-го гола минского «Динамо» в чемпионатах Беларуси.
17 января 2013 года подписал контракт с самарскими «Крыльями Советов» сроком на 3 года (стоимость трансфера 1,5 млн евро).
В декабре 2015 года по окончании контракта с «Крыльями» отказался его продлевать. 8 января 2016 года подписал контракт с московским «Динамо», соглашение было рассчитано до лета 2019 года. В первой половине 2016 года был основным игроком москвичей, пропустил несколько матчей из-за травмы. В следующем сезоне потерял место в основе. В феврале 2017 года «Динамо» в одностороннем порядке разорвало контракт с Драгуном.
В марте 2017 года стал игроком «Оренбурга», но уже в июне клуб решил не продлевать контракт с игроком. Интерес к игроку проявляли брестское «Динамо» и солигорский «Шахтёр», однако 30 июня 2017 года Драгун подписал контракт с БАТЭ, где смог закрепиться в центре полузащиты. В сезоне 2018 оставался одним из лидеров команды. В голосовании за звание футболиста года занял второе место, уступив одноклубнику Игорю Стасевичу. В сезоне 2019 с 14 голами стал лучшим бомбардиром команды. В октябре 2019 года продлил контракт с клубом.
В марте 2023 года появилась информация, что с футболист покинул борисовский БАТЭ из-за запрета продлевать контракт. В июне 2023 года футболист завершил профессиональную карьеру.
В конце сентября 2023 года футболист подписал контракт с мини-футбольным клубом «Минск». 15 октября 2023 года официально дебютировал за команду в матче чемпионата Беларуси со «Столицей». 
В феврале 2025 года получил административную должность в минском «Динамо», стал работать в клубной академии. В июне 2025 года сменил Яна Тигорева в должности спортивного директора «Динамо».

### В сборной
Бронзовый призёр молодёжного чемпионата Европы 2011 в Дании. Капитан сборной Беларуси на Олимпийских играх 2012 в Лондоне.
В национальной сборной Беларуси дебютировал 10 августа 2011 года в товарищеском матче со сборной Болгарии в Минске (1:0). Отличался за сборную 7 октября 2011 года в матче отборочного турнира чемпионата Европы 2012 против сборной Румынии в Бухаресте (2:2), 7 июня 2012 года в товарищеском матче со сборной Литвы в Минске (1:1), 16 октября 2012 года в матче по футболу отборочного турнира чемпионата мира 2014 против сборной Грузии в Минске (2:0).
Осенью 2018 года в составе сборной участвовал в первом розыгрыше Лиги наций, где помог команде победить в своей группе в дивизионе D, сам с 5 голами стал одним из лучших бомбардиров турнира.
9 сентября 2019 года, выйдя на замену в выездном матче сборной Беларуси против команды Уэльса (0:1), 31-летний полузащитник БАТЭ довел до полутысячи число своих матчей, сыгранных на высшем уровне, и вступил в престижный Клуб Сергея Алейникова.
| №  | Дата             | Оппонент             | Счёт | Голы    | Пасы | Карточки | Минуты | Соревнование                  |
| -- | ---------------- | -------------------- | ---- | ------- | ---- | -------- | ------ | ----------------------------- |
| 1  | 10 августа 2011  | Болгария             | 1:0  | —       | —    | —        | 45'    | Товарищеский матч             |
| 2  | 6 сентября 2011  | Босния и Герцеговина | 0:1  | —       | —    | 90'      | 18'    | Отбор ЧЕ-2012 (группа D)      |
| 3  | 7 октября 2011   | Румыния              | 2:2  | 82′     | —    | —        | 90'    | Отбор ЧЕ-2012 (группа D)      |
| 4  | 15 ноября 2011   | Ливия                | 1:1  | —       | —    | —        | 62'    | Товарищеский матч             |
| 5  | 7 июня 2012      | Литва                | 1:1  | 79′     | —    | —        | 45'    | Товарищеский матч             |
| 6  | 15 августа 2012  | Армения              | 2:1  | —       | —    | —        | 45'    | Товарищеский матч             |
| 7  | 7 сентября 2012  | Грузия               | 0:1  | —       | —    | —        | 28'    | Отбор ЧМ-2014 (группа I)      |
| 8  | 11 сентября 2012 | Франция              | 1:3  | —       | —    | —        | 90'    | Отбор ЧМ-2014 (группа I)      |
| 9  | 12 октября 2012  | Испания              | 0:4  | —       | —    | 39'      | 79'    | Отбор ЧМ-2014 (группа I)      |
| 10 | 16 октября 2012  | Грузия               | 2:0  | 28′     | 1    | —        | 90'    | Отбор ЧМ-2014 (группа I)      |
| 11 | 14 ноября 2012   | Израиль              | 2:1  | —       | —    | —        | 90'    | Товарищеский матч             |
| 12 | 6 февраля 2013   | Венгрия              | 1:1  | —       | —    | —        | 53'    | Товарищеский матч             |
| 13 | 21 марта 2013    | Иордания             | 0:1  | —       | —    | —        | 45'    | Товарищеский матч             |
| 14 | 25 марта 2013    | Канада               | 2:0  | —       | —    | —        | 49'    | Товарищеский матч             |
| 15 | 7 июня 2013      | Финляндия            | 0:1  | —       | —    | —        | 66'    | Отбор ЧМ-2014 (группа I)      |
| 16 | 11 июня 2013     | Финляндия            | 1:1  | —       | —    | —        | 90'    | Отбор ЧМ-2014 (группа I)      |
| 17 | 14 августа 2013  | Черногория           | 1:1  | —       | —    | —        | 81'    | Товарищеский матч             |
| 18 | 10 сентября 2013 | Франция              | 2:4  | —       | —    | —        | 71'    | Отбор ЧМ-2014 (группа I)      |
| 19 | 11 октября 2013  | Испания              | 1:2  | —       | —    | —        | 90'    | Отбор ЧМ-2014 (группа I)      |
| 20 | 15 ноября 2013   | Албания              | 0:0  | —       | —    | —        | 45'    | Товарищеский матч             |
| 21 | 19 ноября 2013   | Турция               | 1:2  | —       | —    | —        | 66'    | Товарищеский матч             |
| 22 | 5 марта 2014     | Болгария             | 1:2  | —       | —    | —        | 90'    | Товарищеский матч             |
| 23 | 4 сентября 2014  | Таджикистан          | 6:1  | —       | —    | —        | 19'    | Товарищеский матч             |
| 24 | 8 сентября 2014  | Люксембург           | 1:1  | 78′     | —    | —        | 90'    | Отбор ЧЕ-2016 (группа C)      |
| 25 | 9 октября 2014   | Украина              | 0:2  | —       | —    | —        | 90'    | Отбор ЧЕ-2016 (группа C)      |
| 26 | 12 октября 2014  | Словакия             | 1:3  | —       | 1    | —        | 90'    | Отбор ЧЕ-2016 (группа C)      |
| 27 | 15 ноября 2014   | Испания              | 0:3  | —       | —    | —        | 90'    | Отбор ЧЕ-2016 (группа C)      |
| 28 | 18 ноября 2014   | Мексика              | 3:2  | —       | —    | 77'      | 29'    | Товарищеский матч             |
| 29 | 27 марта 2015    | Македония            | 2:1  | —       | —    | —        | 3'     | Отбор ЧЕ-2016 (группа C)      |
| 30 | 30 марта 2015    | Габон                | 0:0  | —       | —    | 33'      | 62'    | Товарищеский матч             |
| 31 | 7 июня 2015      | Россия               | 2:4  | —       | —    | —        | 90'    | Товарищеский матч             |
| 32 | 14 июня 2015     | Испания              | 0:1  | —       | —    | —        | 12'    | Отбор ЧЕ-2016 (группа C)      |
| 33 | 8 сентября 2015  | Люксембург           | 2:0  | —       | —    | —        | 90'    | Отбор ЧЕ-2016 (группа C)      |
| 34 | 9 октября 2015   | Словакия             | 1:0  | 34′     | —    | —        | 90'    | Отбор ЧЕ-2016 (группа C)      |
| 35 | 12 октября 2015  | Македония            | 0:0  | —       | —    | 63'      | 73'    | Отбор ЧЕ-2016 (группа C)      |
| 36 | 25 марта 2016    | Армения              | 0:0  | —       | —    | 42'      | 90'    | Товарищеский матч             |
| 37 | 29 марта 2016    | Черногория           | 0:0  | —       | —    | —        | 22'    | Товарищеский матч             |
| 38 | 31 августа 2016  | Норвегия             | 1:0  | —       | —    | —        | 3'     | Товарищеский матч             |
| 39 | 25 марта 2017    | Швеция               | 0:4  | —       | —    | —        | 24'    | Отбор ЧМ-2018 (группа A)      |
| 40 | 28 марта 2017    | Македония            | 0:3  | —       | —    | —        | 6'     | Товарищеский матч             |
| 41 | 1 июня 2017      | Швейцария            | 0:1  | —       | —    | 72'      | 90'    | Товарищеский матч             |
| 42 | 9 июня 2017      | Болгария             | 2:1  | —       | 1    | —        | 90'    | Отбор ЧМ-2018 (группа A)      |
| 43 | 31 августа 2017  | Люксембург           | 0:1  | —       | —    | 88'      | 90'    | Отбор ЧМ-2018 (группа A)      |
| 44 | 3 сентября 2017  | Швеция               | 0:4  | —       | —    | —        | 45'    | Отбор ЧМ-2018 (группа A)      |
| 45 | 7 октября 2017   | Нидерланды           | 1:3  | —       | —    | —        | 90'    | Отбор ЧМ-2018 (группа A)      |
| 46 | 10 октября 2017  | Франция              | 1:2  | —       | —    | —        | 90'    | Отбор ЧМ-2018 (группа A)      |
| 47 | 23 марта 2018    | Азербайджан          | 1:0  | —       | —    | 90'      | 90'    | Товарищеский матч             |
| 48 | 27 марта 2018    | Словения             | 2:0  | —       | —    | 50'      | 45'    | Товарищеский матч             |
| 49 | 6 июня 2018      | Венгрия              | 1:1  | —       | —    | —        | 90'    | Товарищеский матч             |
| 50 | 9 июня 2018      | Финляндия            | 0:2  | —       | —    | —        | 45'    | Товарищеский матч             |
| 51 | 8 сентября 2018  | Сан-Марино           | 5:0  | 26′ 87′ | 1    | —        | 90'    | Лига наций 2018/2019 (Лига D) |
| 52 | 11 сентября 2018 | Молдова              | 0:0  | —       | —    | —        | 90'    | Лига наций 2018/2019 (Лига D) |
| 53 | 12 октября 2018  | Люксембург           | 1:0  | —       | —    | —        | 81'    | Лига наций 2018/2019 (Лига D) |
| 54 | 15 октября 2018  | Молдова              | 0:0  | —       | —    | —        | 21'    | Лига наций 2018/2019 (Лига D) |
| 55 | 15 ноября 2018   | Люксембург           | 2:0  | 37′ 54′ | —    | 83'      | 90'    | Лига наций 2018/2019 (Лига D) |
| 56 | 18 ноября 2018   | Сан-Марино           | 2:0  | 8′      | 1    | —        | 90'    | Лига наций 2018/2019 (Лига D) |
| 57 | 21 марта 2019    | Нидерланды           | 0:4  | —       | —    | 30'      | 86'    | Отбор ЧЕ-2020 (группа C)      |
| 58 | 24 марта 2019    | Северная Ирландия    | 1:2  | —       | —    | —        | 90'    | Отбор ЧЕ-2020 (группа C)      |
| 59 | 8 июня 2019      | Германия             | 0:2  | —       | —    | —        | 90'    | Отбор ЧЕ-2020 (группа C)      |
| 60 | 6 сентября 2019  | Эстония              | 2:1  | —       | —    | —        | 90'    | Отбор ЧЕ-2020 (группа C)      |
| 61 | 9 сентября 2019  | Уэльс                | 0:1  | —       | —    | —        | 20'    | Товарищеский матч             |
| 62 | 11 октября 2019  | Эстония              | 0:0  | —       | —    | —        | 90'    | Отбор ЧЕ-2020 (группа C)      |
| 63 | 13 октября 2019  | Нидерланды           | 1:2  | 53′     | —    | —        | 90'    | Отбор ЧЕ-2020 (группа C)      |
| 64 | 16 ноября 2019   | Германия             | 0:4  | —       | —    | —        | 90'    | Отбор ЧЕ-2020 (группа C)      |
| 65 | 19 ноября 2019   | Черногория           | 0:2  | —       | —    | —        | 46'    | Товарищеский матч             |
| 66 | 19 ноября 2019   | Узбекистан           | 1:0  | —       | —    | —        | 46'    | Товарищеский матч             |
| 67 | 4 сентября 2020  | Албания              | 0:2  | —       | —    | 82'      | 90'    | Лига наций 2020/2021 (Лига C) |
| 68 | 7 сентября 2020  | Казахстан            | 2:1  | —       | —    | —        | 90'    | Лига наций 2020/2021 (Лига C) |

Итого: сыграно матчей: 68 / забито голов: 11; победы: 21, ничьи: 16, поражения: 31.

## Достижения

### Командные
БАТЭ
- Чемпион Беларуси (2): 2017, 2018
- Обладатель Кубка Беларуси: 2019/20, 2020/2021
- Обладатель Суперкубка Беларуси : 2022

Молодёжная сборная Беларуси
- Бронзовый призёр молодёжного чемпионата Европы: 2011

### Личные
- Лучший полузащитник чемпионата Беларуси: 2012
- Пять раз включался БФФ в список 22 лучших футболистов чемпионата Беларуси: 2010, 2011, 2012, 2018, 2019